# Mariusz Podkościelny
Mariusz Podkościelny (* 29. April 1968 in Danzig) ist ein ehemaliger polnischer Schwimmer. Er gewann bei Europameisterschaften auf der 50-Meter-Bahn zwei Bronzemedaillen.

## Sportliche Karriere
Der 1,93 Meter große Mariusz Podkościelny schwamm für AZS AWFiS Gdańsk.
Bei den Europameisterschaften 1987 in Straßburg belegte Podkościelny den fünften Platz über 400 Meter Freistil hinter drei Deutschen aus Ost und West sowie seinem Landsmann Artur Wojdat. Über 1500 Meter Freistil schlug Podkościelny ebenfalls als Fünfter an, diesmal hinter drei Deutschen und dem Schweden Stefan Persson. Im Jahr darauf bei den Olympischen Spielen 1988 in Seoul trat Podkościelny zunächst über 200 Meter Freistil an. Als Sechster des B-Finales belegte er in der Gesamtwertung den 14. Rang. Über 400 Meter Freistil legte Podkościelny die schnellste Vorlaufzeit vor. Im Endlauf unterbot er diese Zeit noch einmal um fast eine Sekunde und belegte den fünften Platz. Über 1500 Meter Freistil erreichten die schnellsten vier Schwimmer das Ziel innerhalb von sechs Sekunden, mit acht Sekunden Rückstand auf den vierten Platz schlug Podkościelny als Fünfter an.
1989 bei den Europameisterschaften in Bonn belegte die polnische 4-mal-200-Meter-Freistilstaffel mit Mariusz Podkościelny, Maciej Soszyński, Bolesław Szuter und Artur Wojdat den sechsten Platz. Über 400 Meter Freistil siegte Wojdat vor dem Deutschen Stefan Pfeiffer, eine halbe Sekunde dahinter erkämpfte Podkościelny die Bronzemedaille vor dem Schweden Anders Holmertz. Über 1500 Meter Freistil siegte Jörg Hoffmann aus der DDR vor Stefan Pfeiffer aus der BRD, die beiden lagen 0,41 Sekunden auseinander. 17 Sekunden später schlug Podkościelny als Dritter an mit vier Sekunden Vorsprung vor Stefan Persson.
Anfang 1991 bei den Weltmeisterschaften in Perth belegte die polnische 4-mal-200-Meter-Freistilstaffel mit 
Maciej Soszyński, Artur Wojdat, Bolesław Szuter und Mariusz Podkościelny den achten Platz. Über 400 Meter Freistil und über 1500 Meter Freistil schied Podkościelny jeweils im Vorlauf aus. Im August 1991 bei den Europameisterschaften in Athen erreichte die 4-mal-200-Meter-Freistilstaffel mit Wojdat, Podkościelny, Rafał Szukała und Soszyński das Ziel als Vierte, hatte aber fast sechs Sekunden Rückstand auf die Medaillenränge. Über 400 Meter Freistil wurde Podkościelny Siebter.
1992 bei den Olympischen Spielen in Barcelona schied die polnische 4-mal-200-Meter-Freistilstaffel als 13. der Vorläufe aus. Über 400 Meter Freistil belegte Podkościelny als Siebter des B-Finales den 15. Rang. Über 1500 Meter Freistil verfehlte er als Zehnter der Vorläufe die Endlaufteilnahme um vier Sekunden.